# Краухенвіс
Краухенвіс (нім. Krauchenwies) — громада в Німеччині, знаходиться в землі Баден-Вюртемберг. Підпорядковується адміністративному округу Тюбінген. Входить до складу району Зігмарінген.
Площа — 44,66 км2. Населення становить 5011 ос. (станом на 31 грудня 2020).

## Географія

### Адміністративний поділ
Громада складається з таких районів:
| Герб   | Назва                | Населення | Площа   | Площа         |
| ------ | -------------------- | --------- | ------- | ------------- |
| Wappen | Краухенвіс (центр)   | 2309      | 1215 га | 12.145.036 м² |
| Wappen | Аблах                | 682       | 614 га  | 6.141.837 м²  |
| Wappen | Біттельшис           | 312       | 447 га  | 4.469.717 м²  |
| Wappen | Еттісвайлер          | 53        | 191 га  | 1.909.936 м²  |
| Wappen | Геггінген            | 897       | 1237 га | 12.368.420 м² |
| Wappen | Гаузен-ам-Андельсбах | 794       | 763 га  | 7.630.088 м²  |

## Галерея

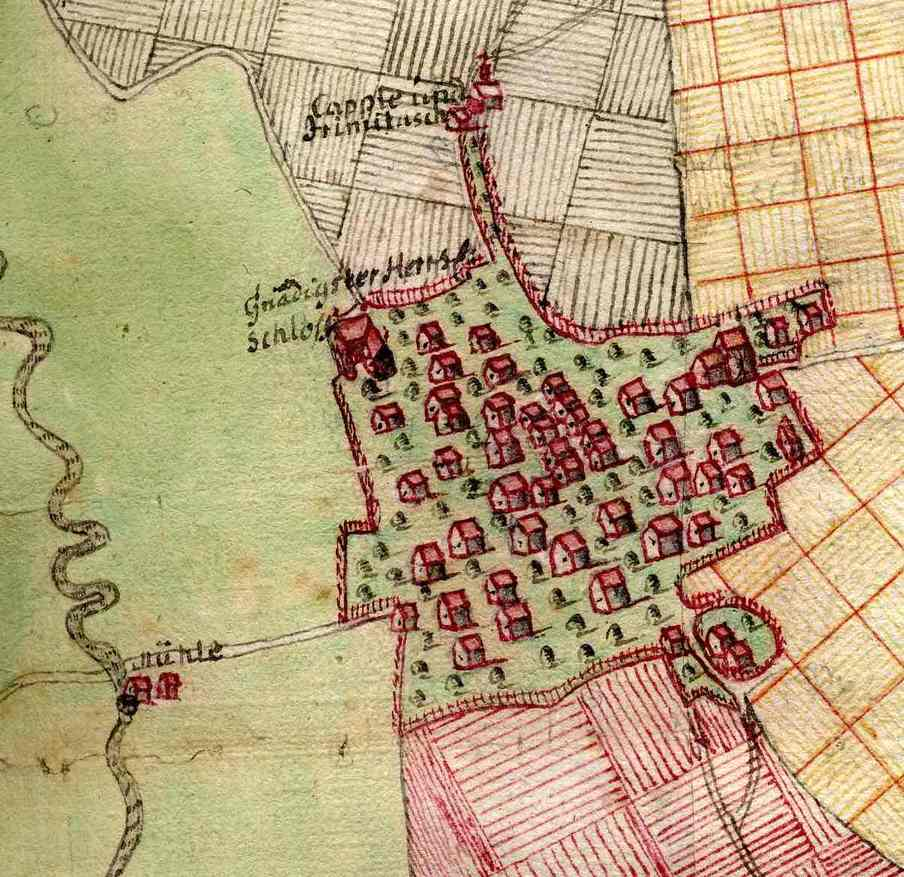
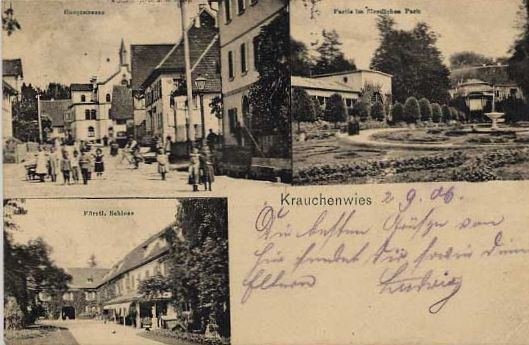
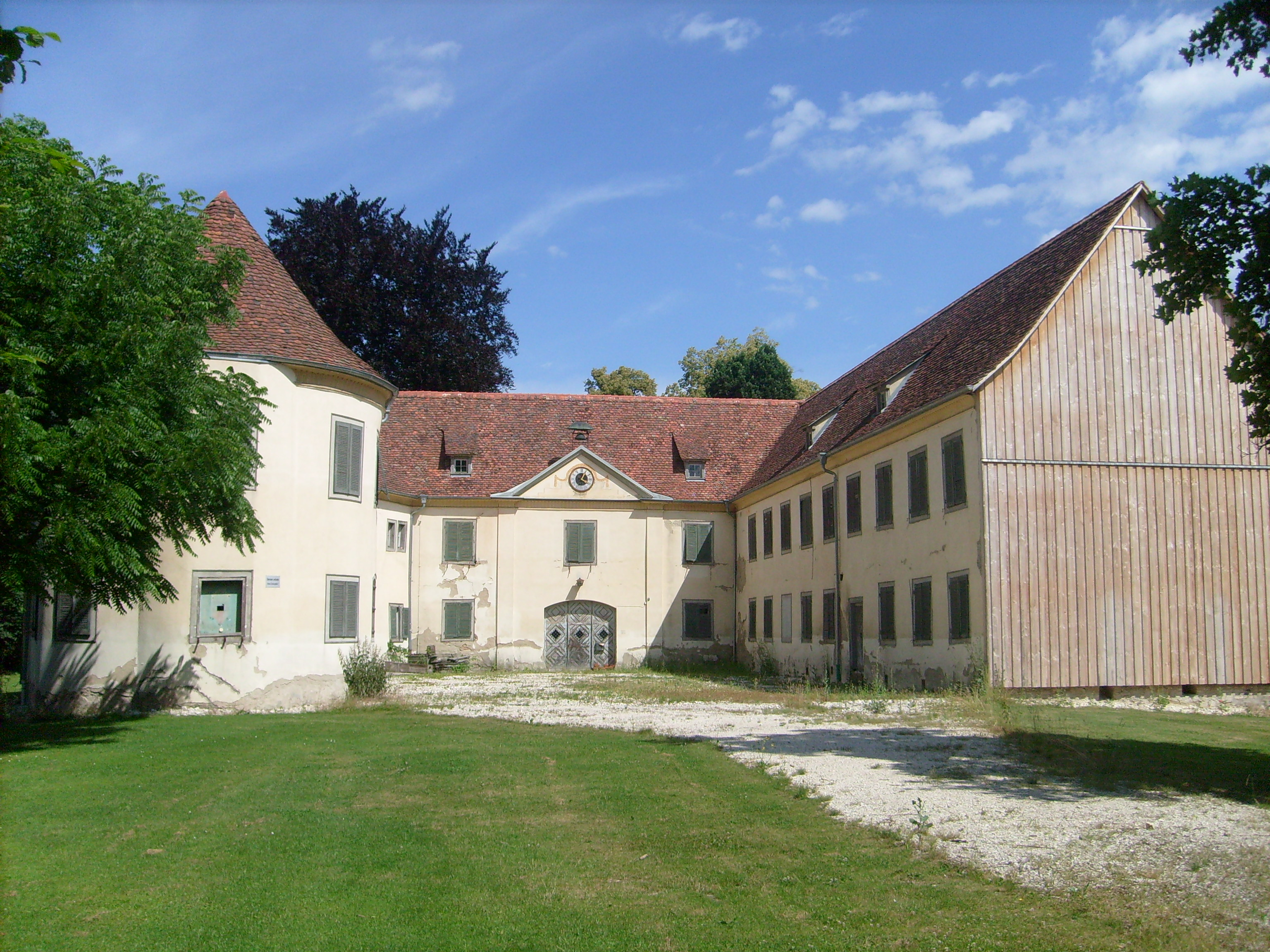
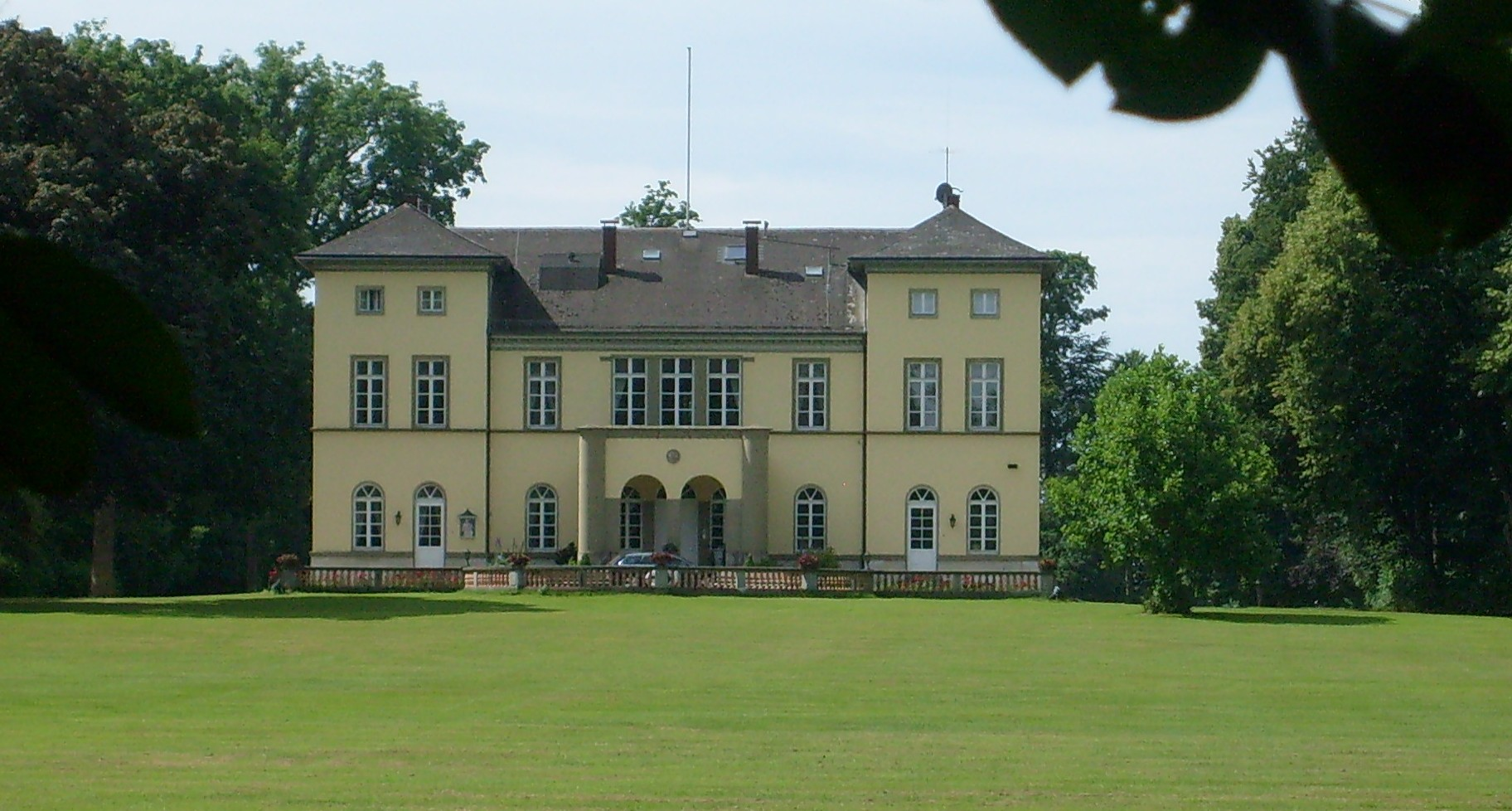
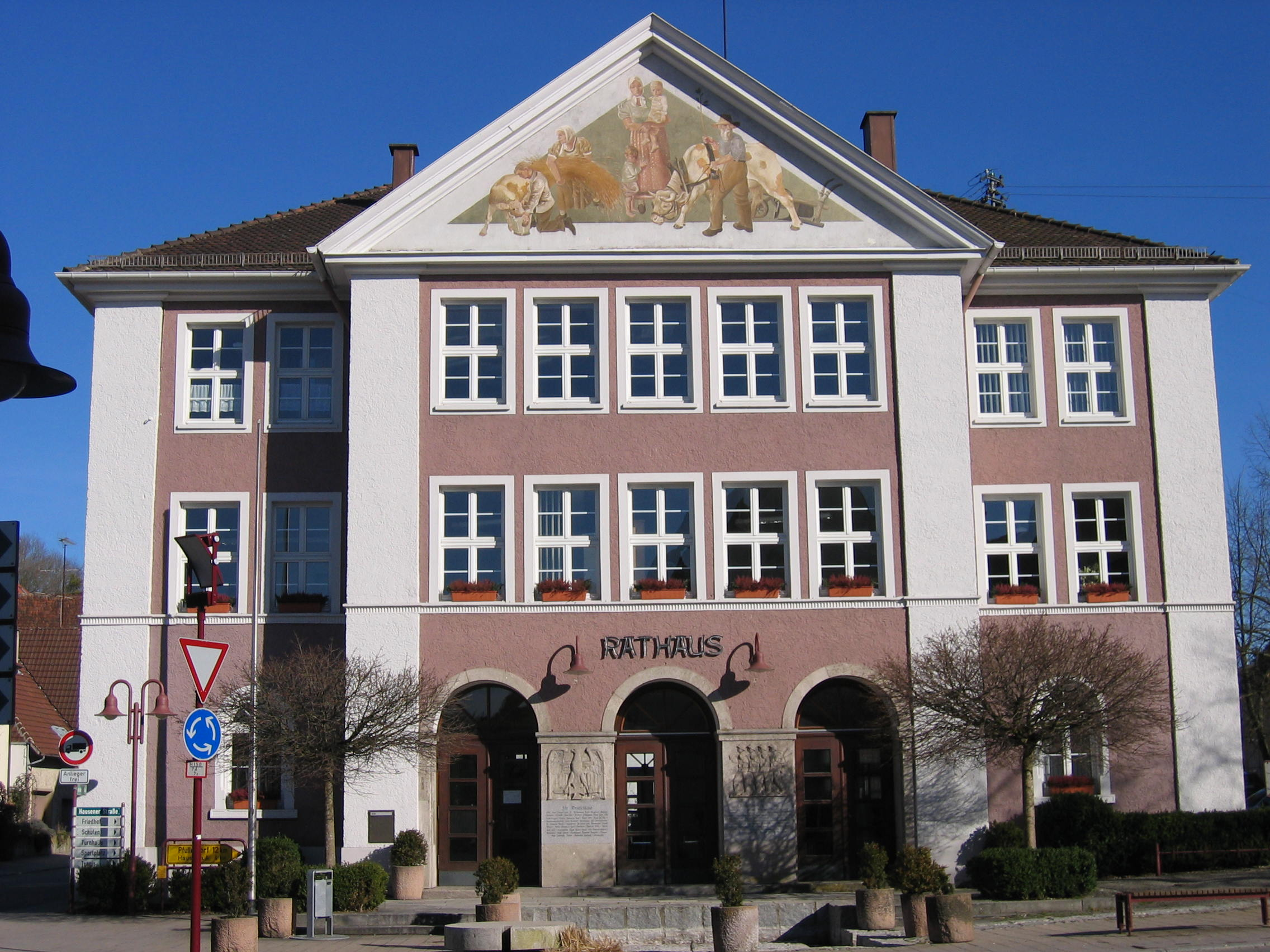
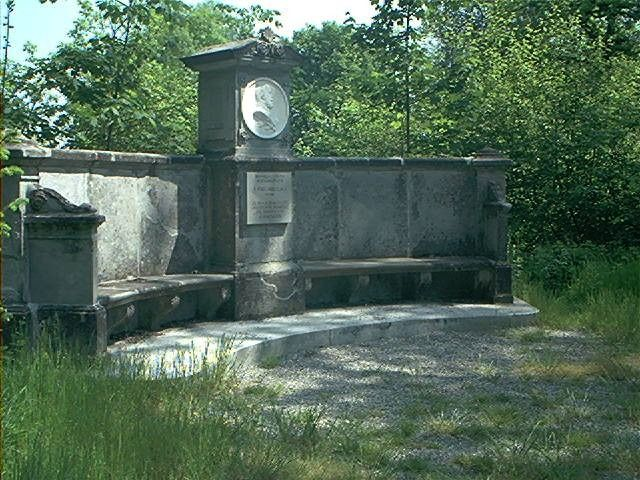